# Bábil kormányzóság

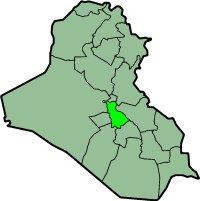
Bábil kormányzóság elhelyezkedése Irakban

Bábil kormányzóság (arab betűkkel محافظة بابل [Muḥāfaẓat Bābil]) Irak 18 kormányzóságának egyike az ország középső részén. Északon Bagdad, északkeleten Dijála, keleten Vászit, délen Kádiszijja, délnyugaton Nedzsef, nyugaton Kerbela, északnyugaton pedig Anbár kormányzóság határolja. Székhelye el-Hilla.

## Közigazgatási beosztása
Anbár kormányzóság 4 kerületre (kadá) oszlik. Ezek: el-Hásimijja, el-Hilla, el-Mahávíl, el-Muszajjib. 

## Fordítás
Ez a szócikk részben vagy egészben  a(z)   بابل (محافظة) című arab Wikipédia-szócikk fordításán alapul.  Az eredeti cikk szerkesztőit annak laptörténete sorolja fel. Ez a jelzés csupán a megfogalmazás eredetét és a szerzői jogokat jelzi, nem szolgál a cikkben szereplő információk forrásmegjelöléseként.